# Власова, Александра Владимировна
Алекса́ндра Влади́мировна Вла́сова (род. 29 июня 1972, д. Большое Седельниково, Сысертский район, Свердловская область, РСФСР, СССР) — российская дзюдоистка-паралимпиец, выступавшая в весовой категории до 52 килограмм, бронзовый призёр Паралимпийских игр, двукратный бронзовый призёр чемпионатов мира, призёр чемпионата Европы. Заслуженный мастер спорта России среди спортсменов с нарушением зрения.

## Награды
- Медаль ордена «За заслуги перед Отечеством» II степени (10 августа 2006 года) — за большой вклад в развитие физической культуры и спорта, высокие спортивные достижения на XII Паралимпийских летних играх 2004 года в городе Афинах (Греция).[2]
- Заслуженный мастер спорта России (2004).